# Gay and Lesbian International Sport Association
La Gay and Lesbian International Sport Association (Associazione sportiva internazionale Gay e Lesbica), o GLISA è un'organizzazione sportiva LGBT internazionale che patrocina l'organizzazione e lo svolgimento dei World Outgames.
La GLISA si pone come obiettivi la crescita dello sport LGBT, l'integrazione degli sportivi LGBT attraverso la cooperazione con gli organismi sportivi "regolari" e le associazioni per i diritti civili, l'organizzazione di eventi sportivi internazionali e la professionalizzazione del movimento sportivo LGBT.

## Storia
La GLISA fu fondata ufficialmente a Boston nel marzo 2004. La sua nascita fu una diretta conseguenza delle divergenze tra la Federazione dei Gay Games e il comitato organizzativo dei Gay Games 2006 assegnati alla città di Montréal. La Federazione dei Gay Games, preoccupata per la sostenibilità economica del progetto degli organizzatori di Montreal, chiese un ridimensionamento dei piani che non venne accettato. Non essendo stato possibile raggiungere un punto di accordo, la Federazione decise di assegnare l'organizzazione dei Gay Games 2006 alla città di Chicago. Il comitato organizzatore di Montreal decise di portare comunque a termine il progetto dell'evento e alcune associazioni che fino allora avevano aiutato gli organizzatori costituirono una nuova associazione sportiva LGBT internazionale, la GLISA, che diede il suo patrocinio ai giochi del 2006 che divennero così la prima edizione dei World Outgames.
Nonostante la prima edizione di Montreal subisse un importante passivo finanziario, la risposta in termini di partecipazione degli atleti fu comunque buona e la GLISA decise quindi che i World Outgames si sarebbero svolti con cadenza quadriennale, in analogia con i Gay Games. Questa decisione provocò tensioni tra la GLISA e la Federazione dei Gay Games, soprattutto per il rischio di sovrapposizione tra i due eventi come avvenuto nel 2006, tuttavia le due federazioni trovarono alla fine un punto di accordo con cui da un lato si ribadiva la cadenza quadriennale per entrambi gli eventi, dall'altro si stabiliva che i Gay Games e i World Outgames si sarebbero tenuti a un anno di distanza l'uno dall'altro, in modo da garantire per entrambi la massima partecipazione. A sua volta, la federazione LGBT europea, l'EGLSF, in nome dello stesso principio di non sovrapposizione, stabilì che anche gli Eurogames, la principale competizione LGBT europea, non si sarebbero svolti negli anni in cui fossero programmati i Gay Games e i World Outgames.

## Composizione e organizzazione
La GLISA è composta da associazioni e federazioni sportive LGBT di tutto il mondo, che hanno lo status di membri effettivi della federazione, e prevede una suddivisione in cinque sezioni continentali: Africa, Asia-Pacifico, Europa, Nord America, Centro e Sud America per un totale di circa ottanta associazioni rappresentate. Vi sono poi altre organizzazioni di tipo culturale o di promozione dei diritti civili che aderiscono alla GLISA con lo status di membri associati.
L'organismo decisionale è l'assemblea dei delegati, composta dai rappresentanti dei membri effettivi, mentre l'organismo esecutivo è il consiglio direttivo, eletto dall'assemblea dei delegati. A completamento dell'organizzazione, sono previsti dei comitati operativi (politica generale e pianificazione; finanze; aspetti tecnico-sportivi; relazioni sociali; comunicazione; servizi; relazioni con le città ospitanti gli Outgames) che rispondono al consiglio direttivo e all'assemblea dei delegati.
A febbraio 2009 la GLISA conta circa ottanta membri effettivi nei cinque continenti rappresentati.

## Gli eventi sportivi

### Gli Outgames continentali
La GLISA promuove anche l'organizzazione degli Outgames su scala continentale, contando sulle relative strutture regionali. I primi Outgames continentali si sono svolti nel 2007 a Calgary (Outgames del Nord America) seguiti nel 2008 dagli Outgames dell'Asia-Pacifico con sede a Melbourne.